# Life (joueur)
Pour les articles homonymes, voir Life (homonymie).
Lee Seung-Hyun (coréen : 이승현), alias Life,  né le 11 janvier 1997, est un ancien joueur professionnel sud-coréen de StarCraft 2. 
Il a commencé sa carrière professionnelle en 2011 avec Team Zenex, qui a ensuite fusionné avec StarTale. Par la suite, il a représenté des équipes telles que KT Rolster et brièvement, Afreeca Freecs.
Tout au long de sa carrière, Life s'est distingué comme l'un des joueurs de StarCraft 2 les plus accomplis de l'histoire du jeu. Il a remporté de nombreuses victoires dans des tournois de premier plan, notamment un titre de WCS en 2014, deux titres de la GSL, un titre de la GSL Blizzard Cup, deux événements de la Major League Gaming, deux tournois DreamHack et une compétition Intel Extreme Masters.
La carrière de Life s'est terminée dans la controverse en 2016 lorsqu'il a été impliqué dans un scandale de matchs truqués qui a abouti à son arrestation. Par la suite, il a été reconnu coupable et condamné à une peine de prison avec sursis de 18 mois, ainsi qu'à une amende de  ₩ (environ US$58,000 ). De plus, Life a reçu une interdiction à vie de participer à des événements d'esports coréens.

## Carrière

### Premiers succès (2011-2012)
À l’âge de 14 ans, Life commence sa carrière professionnelle sur StarCraft en rejoignant l’équipe Zenex en mars 2011. Il participe alors principalement à l’iCCup Korean Weekly, renommé plus tard ESV TV Korean Weekly. Un mois après ses débuts, il remporte son premier tournoi en battant Jung “jjakji” Ji-hoon en finale de la saison 1, édition #6 de l’ESV TV Korean Weekly.
Durant ses sept premiers mois de compétition, Life atteint au moins les quarts de finale à neuf reprises, dont quatre finales, remportant deux titres. Pendant cette période, il développe une rivalité marquante avec son compatriote Yun “TaeJa” Young-seo : lors de leurs affrontements dans les tournois hebdomadaires, TaeJa s’impose à cinq reprises, tandis que Life ne parvient pas à le battre.
Par la suite, Life a participé à la Global StarCraft II Team League (GSTL). Lors d'un des événements GSTL, il a réalisé un « All-Kill » en battant les cinq joueurs de la Team Liquid. En juillet 2012, Team Zenex a fusionné avec StarTale. Life a ensuite participé à la Team Liquid StarLeague, où ses performances sur une période de cinq mois l'ont conduit à une deuxième place. Le seul match qu'il a perdu tout au long du tournoi était contre Jang « Creator » Hyun Woo en finale.

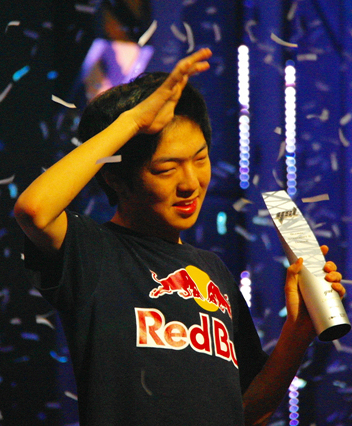
Life a remporté la saison 4 de la GSL 2012.

Après sa participation à la Team Liquid StarLeague, Life fait ses débuts dans la Global StarCraft II League (GSL) Code S — la division la plus prestigieuse du circuit — lors de la saison 4 de 2012. Cette saison, il réalise un exploit remarquable surnommé « marcher sur la voie royale », un terme désignant la victoire d’un titre majeur coréen dès une première qualification.
Tout au long du tournoi, Life élimine des joueurs de renom tels que Lim “NesTea” Jae Duk, Ahn “Seed” Sang-won, Lee “MarineKing” Jung-hoon et TaeJa. En finale, il affronte Jung “Mvp” Jong-hun, alors l’un des joueurs les plus titrés de l’histoire de StarCraft II. Life remporte la série sur le score de 4 à 3, décrochant ainsi le titre de champion de la GSL.
À seulement 15 ans, il devient le plus jeune vainqueur d’un championnat GSL, et le tout premier joueur à obtenir le statut de “Royal Roader” dans l’histoire de la ligue,.
La semaine suivant sa victoire au GSL, Life a remporté le championnat d'automne MLG 2012 à Dallas, au Texas. Il a battu Lee « Leenock » Dong-nyoung en finale, bien qu'il ait été initialement mené 1-3. Cet exploit fait de lui le plus jeune joueur à avoir remporté un championnat MLG. Après son retour en Corée pour participer à la prochaine GSL, Life a dû faire face à une élimination rapide en deux semaines. L'un des tournois suivants auxquels il a participé était la cinquième saison de l'IGN Pro League (IPL5), qui s'est tenue à Las Vegas, Nevada, en novembre 2012. Il a finalement perdu contre Leenock et Jens "Snute" Aasgaard dans les catégories supérieure et inférieure, respectivement. Pendant que l'événement IPL5 se déroulait, la série d'exhibition du Championnat du monde GSL, un match d'exhibition opposant l'équipe de Corée à l'équipe du monde, a eu lieu, Life concourant en tant que membre de l'équipe de Corée. Au premier tour, il a remporté son premier match contre Johan « Naniwa » Lucches, et l'équipe coréenne a remporté le tour. Au deuxième tour, le vainqueur était déterminé par la première équipe à remporter cinq victoires, chaque vainqueur du match affrontant un autre joueur de l'équipe adverse. Life, en tant que premier représentant de l'équipe de Corée, a remporté quatre victoires consécutives. Bien qu'il ait perdu son cinquième match contre Ilyes « Stephano » Satouri, l'équipe de Corée a remporté l'événement.
La saison 2012 de Life se termine avec sa participation à la GSL Blizzard Cup, un tournoi réunissant les meilleurs joueurs coréens de l’année. Après avoir franchi la phase de groupes, il bat successivement Park « DongRaeGu » Soo-ho et Leenock, s’assurant ainsi une place en finale.
Lors du match pour le titre, il affronte Won « PartinG » Lee-sak, qui prend rapidement l’avantage en remportant les deux premières manches. Mais Life effectue une remontée spectaculaire en enchaînant quatre victoires consécutives, s’adjugeant ainsi le trophée de la Blizzard Cup.

### Luttes et rebond (2013)
Début 2013, Life a remporté une victoire au tournoi Iron Squid 2, après avoir remonté un déficit de 0-3 contre Park « DRG » Soo-ho en finale. Durant cette période, le paysage compétitif de StarCraft II subissait une transition de StarCraft II: Wings of Liberty vers la nouvelle extension, StarCraft II: Heart of the Swarm . Le dernier tournoi de Life à l'ère Wings of Liberty était la saison 1 de la GSL 2013, où il a été éliminé pendant la phase de groupes. Il a remporté son premier tournoi Heart of the Swarm au MLG Winter 2013 après avoir battu Lee "Flash" Young-ho . Cette victoire fait de lui le premier joueur de StarCraft à remporter deux événements consécutifs du championnat MLG. En avril 2013, Life a participé aux qualifications préliminaires pour les Jeux asiatiques d'arts martiaux et d'intérieur de 2013, obtenant une place à l'événement en battant Flash lors des qualifications. Cependant, en raison d'un conflit d'horaire avec un événement MLG à venir, il n'a pas pu assister aux Jeux asiatiques d'arts martiaux et d'intérieur.
Lors de la première des trois saisons 2013 des StarCraft II World Championship Series (WCS) organisées en Corée et hébergées par GSL, Life a été éliminé lors de la phase de groupes. C'est la troisième saison consécutive où il ne parvient pas à dépasser les huitièmes de finale. Sa performance lors de cet événement a entraîné sa relégation en WCS Challenger League. Cependant, il s'est qualifié pour la saison WCS suivante après avoir battu MarineKing dans la Challenger League. Life a continué à rencontrer des difficultés tout au long du reste de l’année. Entre les saisons WCS, il a participé à la DreamHack Summer 2013, où il a affronté Jeffrey "Sjow" Brusi dans un match où il était largement favori pour gagner mais a finalement perdu. Après cette perte, la motivation de Life semble avoir diminué, ce qui a conduit à une réduction de son programme d'entraînement. À son retour en Corée pour la deuxième saison WCS de l'année, cette fois organisée par l' OnGameNet StarLeague (OSL), Life a été éliminé après seulement deux matchs, subissant des défaites contre Jung "Fantasy" Myung-hoon et Hwang "KangHo" Kang-ho. Cela l'a une fois de plus relégué en Challenger League, où il a été battu en 24e de finale par Shin "hyvaa" Dae-kun. Cette sortie prématurée signifiait que Life devrait participer aux matchs Up & Down, un tournoi de qualification, afin d'obtenir une place dans le WCS Code S de la saison suivante. Dans les matchs Up & Down, Life a perdu ses deux premiers matchs et n'a finalement pas réussi à se qualifier pour le tournoi Code S de la saison suivante.
À la fin de 2013, l'esprit de compétition de Life semblait ravivé, puisqu'il a remporté du succès lors de plusieurs événements étrangers, atteignant les demi-finales ou les finales dans quatre d'entre eux. En septembre, il s'est rendu à Bucarest, en Roumanie, pour participer à son deuxième événement DreamHack. Là, il a atteint les demi-finales mais a été battu par le futur champion, Yun "TaeJa" Young-seo. Moins d'un mois plus tard, Life a assisté à l'Intel Extreme Masters New York 2013. Après avoir dépassé la phase de groupes, il a balayé ses adversaires en quarts de finale et en demi-finale, s'assurant ainsi une place en finale. Lors du match de championnat, il a affronté Naniwa et est sorti victorieux, remportant le titre IEM avec une victoire de 4-2. Fin décembre, Life s'est rendu en Suède pour DreamHack Winter 2013 . Il a atteint la finale du groupe supérieur, où il a perdu contre TaeJa. Cependant, après avoir battu Jo « Patience » Ji-hyun lors de la finale du groupe inférieur, il a obtenu une place en grande finale. Finalement, Life a terminé l'événement à la deuxième place, avec TaeJa remportant la grande finale. Lors de son dernier événement en 2013, Life a atteint les demi-finales à l'ASUS ROG NorthCon,.

### Champion du monde (2014-2016)

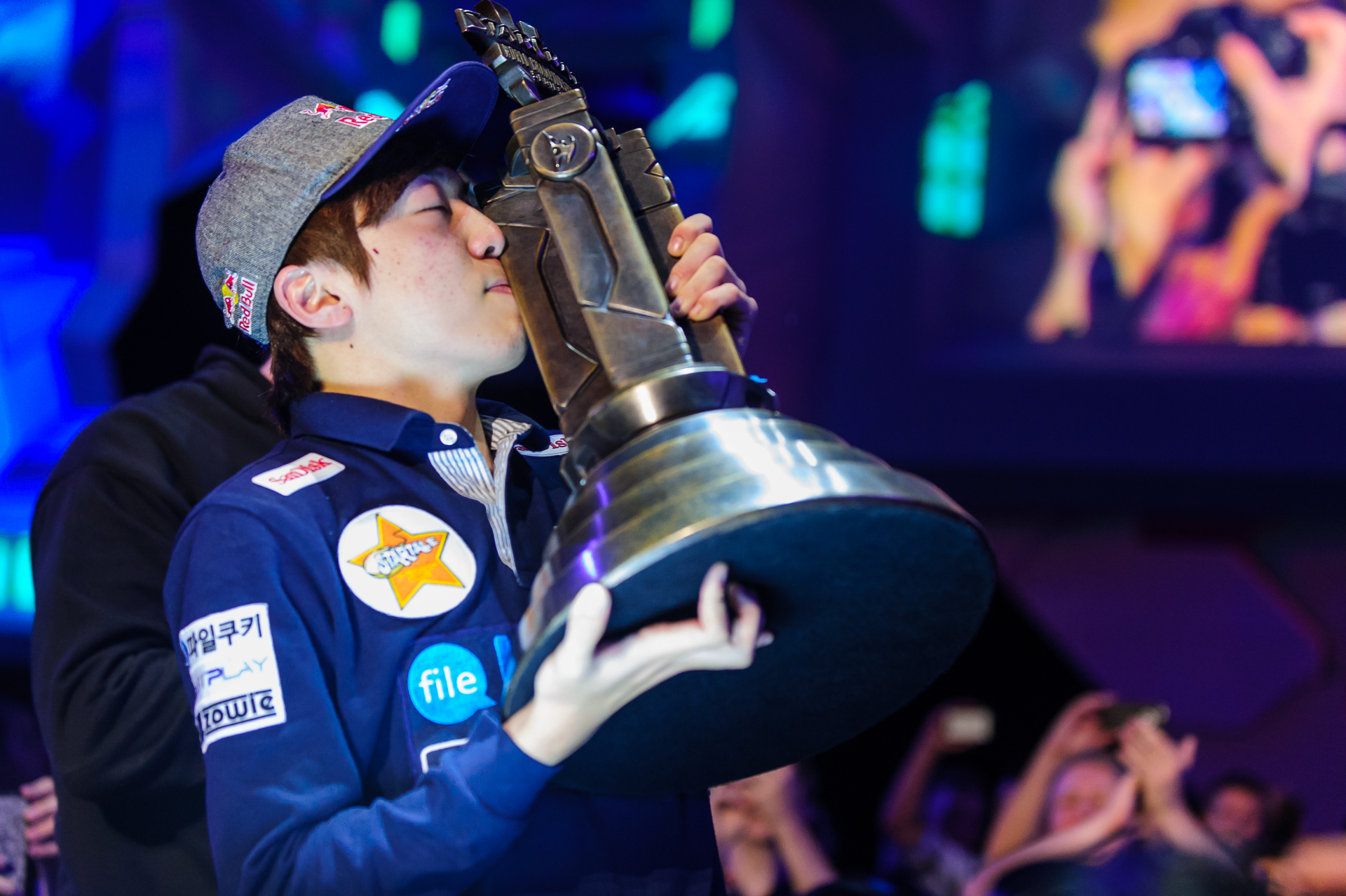
Life a remporté le Championnat du monde 2014.

Au début de l'année 2014, Life s'est qualifié pour le Code S de la saison 1 de la GSL. Au cours du tournoi, il s'est qualifié pour les demi-finales où il a perdu contre Eo "soO" Yoon-su. En avril 2014, Life s'est rendu au DreamHack Bucarest 2014. Tout au long de l'événement, il n'a perdu qu'une seule fois pendant la phase de groupes. Life a remporté l'événement après avoir battu Kim « Impact » Joon-hyuk en finale.
À la fin de 2014, Life avait accumulé suffisamment de points de championnat du monde pour obtenir une place des WCS 2014 (WCS) à la BlizzCon 2014, qui s'est tenue en novembre. Lors du tournoi WCS, il a remporté ses deux premiers matchs, ce qui lui a permis d'accéder aux demi-finales. En demi-finale, Life a battu TaeJa, largement considéré comme le joueur le plus fort encore en lice dans le tournoi. Le match de championnat a vu Life affronter Mun "MMA" Seong-won. Lors d'une victoire 4-1, il a battu MMA et remporté le titre de champion 2014,. En réfléchissant à son parcours vers le titre WCS, Life a déclaré lors d'une conférence de presse : « [L'année dernière] j'avais beaucoup confiance en mes compétences, mais comme les choses n'ont pas bien fonctionné cette année, je suis devenu plus humble. Personnellement, ne pas avoir ce niveau de confiance plus élevé a été une bonne chose pour moi. Parce que je peux aller de l'avant, travailler plus dur. » Lors de son dernier événement en 2014, Life a participé à la DreamHack Winter 2014 . Il a battu TaeJa une fois de plus en demi-finale et a terminé le tournoi à la deuxième place après avoir perdu contre Park "ForGG" Ji-soo en finale.
En janvier 2015, Life a remporté l'IEM Taipei 2015. Lors de ce tournoi, il a remporté la victoire sur Cho « Maru » Seong Ju en finale, qui était largement reconnu comme l'un des meilleurs joueurs de l'époque. Le mois suivant, il quitte StarTale et signe avec KT Rolster. Life a ensuite participé à la saison 1 de la GSL 2015 : Code S, où il a finalement battu Parting et remporté le titre de première place. Tout au long de l'année, il a maintenu son classement compétitif avec des arrivées parmi les quatre premiers de la saison 1 de StarCraft II StarLeague (SSL) et de la KeSPA Cup, ainsi qu'une arrivée parmi les huit premiers de la saison 2 de SSL. Cependant, il est devenu évident que la passion de Life pour le jeu a commencé à faiblir à nouveau à la fin de 2015. Malgré cela, il avait accumulé suffisamment de points de championnat du monde pour obtenir une place dans les WCS 2015. Lors de l'événement, Life a atteint la finale, affrontant Kim "sOs" Yoo Jin. Il a finalement terminé à la deuxième place, avec une défaite 3-4 en finale.
En janvier 2016, Life a signé avec Afreeca Freecs. Sa carrière professionnelle dans StarCraft II a pris fin en 2016 lorsqu'il a été banni à vie de tous les événements d'esports coréens en raison de son implication dans des activités de trucage de matchs. À la fin de sa carrière, Life avait remporté le deuxième plus grand nombre de victoires dans les tournois StarCraft II parmi tous les joueurs et avait accumulé les deuxièmes plus gros gains en argent sur la scène compétitive, s'élevant à environ US$475,000.

## Matchs truqués
Le 29 janvier 2016, l'Association coréenne d'e-sport (KeSPA) a publié une déclaration annonçant que Life faisait l'objet d'une enquête du bureau du procureur du district de Changwon pour son implication présumée dans des activités de trucage de matchs lors de matchs professionnels de StarCraft II. Trois mois plus tard, le 21 avril, la division des enquêtes spéciales du service des poursuites régionales de Changwon a publié un rapport confirmant que Life, ainsi que Jung « Bbyong » Woo-yong et 11 bailleurs de fonds et courtiers, avaient été reconnus coupables de trucage de matchs lors de deux matchs de la KeSPA Cup. À la suite de cette condamnation, Life a été condamné à 18 mois de prison avec sursis pendant trois ans. En outre, il a été condamné à une amende ₩70,000,000 (environ 58 000 $) dans le cadre des conséquences juridiques de son implication,. De plus, Life a reçu une interdiction à vie de participer à des événements d'esports coréens. Le scandale de matchs truqués impliquant Life a été considéré comme l'événement le plus décevant de l'e-sport en 2016 par ESPN.

## Réalisations
Série de championnats du monde
- Ancien champion des finales mondiales du WCS – 2014 [note 1]

Ligue mondiale de StarCraft II
- Double champion GSL – Saison 4 2012, Saison 1 2015
- Ancien champion de la GSL Blizzard Cup – 2012

Autre
- Double champion DreamHack – Bucarest 2014, Taipei 2015
- Double champion MLG – Automne 2012, Hiver 2013
- Ancien champion Iron Squid – 2013
- Ancien champion IEM – New York 2013
- Ancien champion de l'IGN Pro Team League – 2012